# Una temporada en el infierno (álbum)
Una temporada en el infierno es el segundo álbum de estudio del grupo español Fangoria, publicado por primera vez el 24 de mayo de 1999 por Subterfuge Records. Tras unos años en el underground desde el lanzamiento de su primer álbum Salto mortal (1991), Fangoria comenzó a trabajar en un nuevo álbum con el productor Carlos Jean.
Es un álbum pop y downtempo que incorpora muchos elementos de la música electrónica, un enfoque similar al de sus anteriores trabajos. También presenta influencias de otros géneros y subgéneros como el techno, trip hop, jungle, drum and bass y ambient. 
Tras el lanzamiento, el álbum recibió la aclamación de los críticos, quienes elogiaron la nueva dirección musical del grupo. En 2004, Rockdelux con motivo de su vigésimo aniversario, publicó la lista de «Los 100 mejores discos españoles del siglo XX», donde Una temporada en el infierno ocupo en el puesto cuarentaiocho. También gozó de un importante éxito comercial. 
Del disco se extrajeron dos sencillos, «Electricistas» y «Me odio cuando miento», y el sencillo promocional «Voy a perder el miedo». Para promocionar Una temporada en el infierno, Fangoria se embarcó en la gira Una temporada en el infierno entre 1999 y 2000.

## Composición
Una temporada en el infierno destacó por tener algunas de las letras más cuidadas de la discografía de Fangoria, aunque al mismo tiempo más accesibles gracias a su tono personal y directo. El disco contaba con doce canciones en total, de las cuales once son composiciones originales de la banda. Además, incluyó una versión de la canción «Abre los ojos», original de Marshall Jefferson. El álbum fue grabado en el Estudio Jean, ubicado en Madrid.

## Promoción y recepción comercial
El álbum presenta una selección de canciones con tempos mayoritariamente medios y lentos. Para su promoción, se eligió como primer sencillo «Electricistas», un tema más rápido en comparación con el resto del disco, que obtuvo una notable difusión en radio y televisión. Posteriormente, se lanzó otro sencillo acompañado de un videoclip, «Me odio cuando miento», que se consolidó como uno de los temas más valorados de la obra. El álbum logró vender más de 20.000 copias, alcanzando un punto culminante en la carrera de Fangoria hasta ese momento.

## Lista de canciones
Todas las canciones fueron producidas por Fangoria y Carlos Jean.

| CD 1 |                                |                                           |          |  |
| N.º  | Título                         | Escritor(es)                              | Duración |  |
| 1.   | «Cierra los ojos»              | Bazoka Nut Ignacio Canut Olvido Gara      | 2:57     |  |
| 2.   | «Me odio cuando miento»        | Canut Luis Prosper Gara                   | 4:48     |  |
| 3.   | «No será»                      | Canut Prosper Gara                        | 3:42     |  |
| 4.   | «Contradicción»                | Nut Canut Gara Pablo Sycet                | 2:17     |  |
| 5.   | «Electricistas»                | Clara Morán Ger Espada Canut Prosper Gara | 4:08     |  |
| 6.   | «Cenizas de sangre»            | Canut Prosper Gara Sycet                  | 3:35     |  |
| 7.   | «El glamour de la locura»      | Nut Canut Gara Sycet                      | 3:44     |  |
| 8.   | «Acusada, juzgada y condenada» | Nut Canut Gara Sycet                      | 3:27     |  |
| 9.   | «Todo lo que amo debe morir»   | Nut Canut Gara Sycet                      | 3:35     |  |
| 10.  | «Voy a perder el miedo»        | Canut Prosper Gara                        | 4:04     |  |
| 11.  | «A tu lado»                    | Nut Canut Gara Sycet                      | 3:07     |  |
| 12.  | «Abre los ojos»                | Marshall Jefferson                        | 5:22     |  |

- Edición Classic Subterfuge Records

| CD 2 |                                            |          |  |
| N.º  | Título                                     | Duración |  |
| 1.   | «Cierra los ojos (Madelman)»               | 3:38     |  |
| 2.   | «Voy a perder el miedo (Spunky)»           | 7:56     |  |
| 3.   | «Electricistas (JLF)»                      | 8:10     |  |
| 4.   | «Abre los ojos (Plastilina Mosh)»          | 3:39     |  |
| 5.   | «Todo lo que amo debe morir (Moockie)»     | 4:41     |  |
| 6.   | «Contradicción (Mastretta)»                | 3:30     |  |
| 7.   | «Abre los ojos (Prozak)»                   | 4:31     |  |
| 8.   | «No será (The Congosound)»                 | 4:42     |  |
| 9.   | «Electricistas (Teen Marcianas)»           | 6:25     |  |
| 10.  | «Cenizas de sangre (Big Toxic)»            | 6:16     |  |
| 11.  | «Todo lo que amo debe morir (Feel Action)» | 5:35     |  |
| 12.  | «A tu lado (Astrud)»                       | 4:52     |  |
| 13.  | «Electricistas (Liquits)»                  | 2:02     |  |
| 14.  | «No será (Ángel Molina)»                   | 4:39     |  |

Notas
- La última canción es una versión en español del tema «Open Your Eyes», original de Marshall Jefferson.

## Historial de lanzamiento
| Región | Fecha                    | Formato(s) | Ediciones        |
| ------ | ------------------------ | ---------- | ---------------- |
| España | 24 de mayo de 1999       | CD         | Estándar         |
| España | 2006                     | CD         | Estándar         |
| España | 2008                     | CD         | Doble edición    |
| España | 7 de septiembre de 2010  | CD         | Estándar         |
| España | 2023                     | CS         | Estándar         |
| España | 29 de septiembre de 2015 | LP         | Edición limitada |
| España | 24 de noviembre de 2024  | LP         | Edición limitada |

## Créditos y personal
- Alaska: voz, compositora, productora
- Nacho Canut: compositor, productor
- Carlos Jean: productor, programador, tecladista, guitarra, corista, yembé, tambor de copa
- Rafa Spunky: corista
- Chris Khoo: guitarra
- Benny Gil: masterización
- Jerónimo Álvarez: fotografía
- Olivia Mourgue: diseño
- Compositores: Bazooka Nut, Luis Prosper, Pablo Sycet, Clara Morán, Ger Espada, Marshall Jefferson
- Compañía discográfica: Subterfuge Records